# ستيوارت مارتن (ممثل)
ستيوارت مارتن ممثل من آير، اسكتلندا. وهو معروف بأدواره في بيبيلون وجيمستاون وميديتشي: سادة فلورنسا. درس ستيوارت الدراما في المعهد الملكي في اسكتلندا 

## الأعمال

### فيلم
| عام  | عنوان  | وظيفة       | ملاحظات        |
| ---- | ------ | ----------- | -------------- |
| 2021 | دامبير | اميل كورجاك | ما بعد الإنتاج |

### التلفاز
| عام       | عنوان                 | وظيفة                          | ملاحظات                     |
| --------- | --------------------- | ------------------------------ | --------------------------- |
| 2009      | تاغارت                | جيمي ريفي                      | حلقة واحدة                  |
| 2011-2012 | ريفر سيتي             | لورن مكاي                      | 2 حلقة                      |
| 2012      | هاتفيلدز ومكويز       | جندي متمرد مصاب                | 2 حلقة                      |
| 2013      | حقل الدم              | دي سي دان بيرنز                | 2 حلقة                      |
| 2013      | هيبورن                | ليندسي                         | 4 حلقات                     |
| 2014      | صراع العروش           | لانيستر الجندي                 | الحلقة: " اثنان من السيوف " |
| 2014      | بيبيلون               | توني                           | 7 حلقات                     |
| 2015      | خطوط العبور           | لوك ويلكينسون                  | 12 حلقة                     |
| 2015      | شاهد صامت             | شرطي متخفي                     | الموسم 12: الحلقات 9-10     |
| 2016      | ميديشي: سادة فلورنسا  | لورنزو دي ميديشي               | 8 حلقات                     |
| 2017-2019 | جيمستاون              | سيلاس شارو                     | 24 حلقة                     |
| 2020      | الآنسة سكارليت والدوق | المفتش المخبر ويليام ويلينجتون | دور أساسي                   |

## روابط خارجية
- ستيوارت مارتن في قاعدة بيانات الأفلام على الإنترنت